# プライメタルズ テクノロジーズ リミテッド
プライメタルズ テクノロジーズ リミテッド（Primetals Technologies Limited）は、フルライナー、すなわち金属産業向けの総合サプライヤーとして事業を展開している。そのポートフォリオは、鉄鋼生産プロセスのあらゆる側面をカバーし、いくつかの非鉄金属技術と包括的な冶金サービスを含む。これらのプロセスには、選鉱、直接還元、酸素製鋼、電気製鋼、連続鋳造、熱間圧延、冷間圧延、加工が含まれるが、これらに限定されるものではない。また、自動化技術やサービスの改善、人工知能の利用拡大、製鉄所の安全性向上のためのロボット利用拡大など、金属産業のさまざまな側面のデジタル化にも積極的に取り組んでいる。2015年にSiemens VAI Metals Technologiesと三菱日立製鉄機械株式会社の合弁会社として設立された。2020年1月より、三菱重工業株式会社とそのパートナー企業による合弁会社となっている。

## 概要

### 事業概要
プライメタルズ テクノロジーズは、金属・鉄鋼産業において包括的なサプライヤー「フルライナー」として事業を展開しています。選鉱、直接還元、酸素製鋼、電気製鋼、連続鋳造、熱間・冷間圧延、プロセス他、鉄鋼生産プロセスのあらゆる側面をカバーすると同時に、非鉄金属技術も数多く有しています。また、自動化技術の向上、冶金サービス、人工知能（AI）の活用拡大、作業の安全性向上のためのロボット活用拡大など、金属・鉄鋼産業における様々なデジタル化にも積極的に取り組んでいます。

### プライメタルズ テクノロジーズのグリーンスチール
2022年5月、「グリーン・スチール」と題された新しいグローバル・タスクフォースの結成が発表された。このチームは金属鉄鋼業界のコンピテンシーを、三菱重工グループが持つ産業横断的なコンピテンシーと融合させ、地球温暖化の深刻な状況に取り組むことを目的としています。金属鉄鋼業界による炭素排出量は、2020年には世界のCO2排出量の8％を占めた。プライメタルズ テクノロジーズは、自社が持つ数々の環境技術を用いて、金属鉄鋼業界のCO2排出量削減に貢献している。

## 歴史

### 三菱日立製鉄機械
2000年5月、三菱重工業株式会社と日立製作所株式会社は金属圧延機における広範な提携プランを発表した。2000年10月、金属圧延機およびその下流設備の販売と関連エンジニアリングを行う合弁会社、MHI-HITACHI製鉄機械株式会社が設立された。2002年、社名を三菱日立製鉄機械株式会社に変更。2004年、米国にMitsubishi-Hitachi Metals Machinery, Inc. U.S.A.が設立された。
- 2005年 米国New Gencoat, Inc.を買収
- 2006年 中国・首鋼京塘から酸洗設備・タンデムコールドミルを受注
- 2007年 中国に三菱日立製鉄機械（上海）有限公司を設立
- 2010年  韓国ポスコ社でビレットバー接合装置（POSCOと日立の共同開発）が稼動開始
- 2010年三菱日立製鉄機械南アジアプライベートリミテッド設立
- 2012年 ブラジル、ウジミナス クバタオで第2熱延設備が稼働開始
- 2013年 株式会社IHIの製鉄機械部門であるIHI Metaltechの圧延機事業を統合
- 2013年 Concast (India) Ltd.を買収
- 2013年 株式会社ハセックギア（現、MHIハセック株式会社）を子会社化

### シーメンスVAI（Siemens VAI Metals Technologies）

#### 1938–1955
VAIは、VA Technologie AGを親会社に持ち、Vereinigte Österreichische Eisen und Stahlwerke（VÖEST）の工場建設事業社として設立され、1946年に独立事業社となった。1938年、アメリカのH.A. Brassert & Coがリンツでヘルマン・ゲーリング国家工場の設計に着手したが1939年に撤退した。
第二次世界大戦末期、連合国軍に占領されていたオーストリアでは、戦時中の空襲のためにすべての産業資産が大きなダメージを受けていた。
1945年7月、「Alpine Montan AG Hermann Göring」工場は「Vereinigte Österreichische Eisen- und Stahlwerke（ VÖEST）」（オーストリア連合鉄鋼工場）に改称され、Alpine Montan AGから分離された。1946年7月、同工場は後のAustrian Industries AG （ÖIAG）の一部として、新生オーストリア共和国へ返還されました。工場の再建のために、Voestalpineはマーシャル・プランからの資金を利用しました。1947年、Siemens-Martin製の平炉が最初の高炉として稼働を開始した。これは最初のコークス炉でもあった。1948年、「鉄鋼計画」が開始され、平鋼の生産はリンツに、長鋼の生産はドナヴィッツに振り分けられた。この時、リンツでは重鋼板材の完成製品生産が始まり、半製品および熱延設備が新設された。
しかし、リンツでの平炉による平鋼生産は将来的にコストがかかりすぎると予測されました。そこで、新しい生産方式、リンツ・ドナヴィッツ（LD）法の開発が1949年に始まり、1950年に特許が出願されました。その後、1952年にリンツで1基、1953年にドナヴィッツで1基のLD転炉が稼動を開始した。

#### 1956 - 1973年
Voest-Alpine Industrieanlagenbauは、1956年にVÖESTの一部門として設立された。
LD法の発明と戦後の完全復興で得た経験をもとに、VÖESTはドイツ、エッセンのFried.Kruppと提携し、1958年にインド、ルルケラでオーストリア国外初のLD製鉄所の建設に着工した。1960年、後にVoest-Alpine Hebetechnik- und Brückenbau AGと改称するWiener Brückenbau und Eisenkonstruktions AG（WBB）の経営がVÖESTに移管された。VÖESTは世界的な拡大を続け、1968年には87ヵ国で274の取引先を持つに至った。1973年、2つの国有鉄鋼会社VÖESTとÖsterreichisch-Alpine Montangesellschaft（Alpine） が合併し、Vöest-Alpine AGとなった。

#### 1974 - 1994年
1974年に始まった石油危機は、世界中の冶金産業に大きな影響を与えた（「鉄鋼危機」の項も参照）。オーストリアでは、この時期にVöest-Alpine AGが設立された。1974年から1976年にかけてGebrüder Böhler & Co AG、Schoeller-Bleckmann Stahlwerke AG、Steirische Gußstahlwerke AGが統合され「Vereinigte Edelstahlwerke AG（VEW）」となった。これらの会社の合併によりVöest-Alpine AGは立場を強化したが、鉄鋼危機の影響を受け、再び再集中することとなった。1977年、グループは製鉄所、プロセス、完成品、プラントエンジニアリングの4部門に分けられた。1978年には、プラントエンジニアリング部門は取締役会直属の部門となった。
1970年代後半、VOEST-ALPINE AGはVAIとして、Korf Engineering Gmbhと共同で "COREX"（当初は 「KR法」と呼ばれていた）の開発を開始。1985年、経営危機が訪れ、VOEST-ALPINEは破産宣言をしました。1986年秋、「新生VOEST-ALPINE構想」が発表され、Österreichische Industrieholding Aktiengesellschaft（ÖIAG）が設立された。
1988年、オーストリア政府はÖIAGの一部を民営化し、Voest-Alpine Stahl AG（VA Stahl）を設立、Voest-Alpine Industrieanlagenbau（VAI、またはVAI-BAU）を Maschinen- und Anlagenbauholding AGの傘下に置くことを決定した。

#### 1995 - 2014年
1993年、ÖIAGグループの再編によりVA Technologie AG（VATech）が設立され、VAIの親会社となった。1995年には、VAIは45カ国で事業を展開し、2,000人のエンジニアを擁して8億4千100万ドルの売上をあげる企業となった。
1995年、VAIは、メキシコとノースカロライナ州ソールズベリーに工場を持つ、電気炉などの製鉄用設備機器メーカーであるドイツのフックス・システムズ社（Fuchs Systemtechnik GmbH）の株式を初めて取得した。ソールズベリー工場の従業員数は1997年時点で230名だった。
1997年時点で、VAIの親会社であるVATechの株式を、ÖIAGは24％、Voest-Alpine Stahlは19.05％を所有していた。1999年9月、VAIは、フランス、スペイン、イタリア、ドイツ、中国、インド、イギリスでの事業を含めて、ノルウェー資本のKvaerner A.S.A.金属設備グループの買収を完了した。VAIの子会社であり、VA Tech North Americaの一部であるVoest-Alpine Industries Inc.は、米国本社をペンシルバニア州ピッツバーグに置いていたが、1999年、ピッツバーグの全事業機能をアラバマ州ワシントン郡のサウスポイントに移した。当時、同社はKværner A.S.A.の金属設備グループを引き継いだばかりだった。また、オハイオ州イーストレイクとミシガン州ベントンハーバーでも事業を展開していたが、金属自動化部門は2002年にイーストレイクからサウスポイントに移転した。
1999年の時点で、Voest-Alpine IndustriesはFuchsの株式の49%を所有していた。Fuchsはソールズベリーで59人の従業員をレイオフした状況だったが、Voest-Alpine Industriesは「マーケットリーダー」であるFuchsの事業を継続させるつもりだった。レイオフは、アジアの経済危機と、輸入価格の低下によるアメリカの鉄鋼需要の減少が原因だった。しかし、1999年にはアジア市場は回復傾向にあり、ヨーロッパと南米も新たな市場となる可能性があった。2001年、Voest-Alpine Industrieanlagenbauが残りの株式を買収したFuchs SystemsはVAI Fuchsとなり、VAI Technometalに加わったた。しかし、2001年5月、Fuchsは顧客の半分が倒産またはそれに近い状態になったため、唯一のアメリカ拠点であるソールズベリー工場を閉鎖した。AlloyWorksが3棟を購入し、4棟目は医療事務所になった。2001年には、世界的に鉄鋼業界が価格下落で低迷もしたが、VAIが世界トップであった連続鋳造は中華人民共和国を中心に好業績が続いていた。VAIは、6つの事業部門を製銑製鉄事業（最大部門）、圧延・プロセス事業、自動化事業、冶金サービス事業の4つに絞り込んだ。
2001年にはまた、アラバマ州モービルのIPSCO Steel向けに、世界最大の350トンとされる鋳造一体型ミルハウジングとともに超幅広中厚鋼板の連鋳・圧延設備を納入した。自動化事業では、Voest-Alpine Stahlとの品質管理共同プロジェクトを完工した。
2003年には、VAIの子会社であるVoest-Alpine Services & Technologies Corp.が、アーカンソー州ブライスビルのSteel Related Technologyの筆頭株主となった。
2005年7月のSiemensによるVA Technologie AGの買収完了後、VAIはSiemens Industrial Solutions and Services Groupの一員であるSiemens VAIとなりました。Siemens VAIはその後、Siemens VAI Metals Technologies GmbH & Co.となり、VAIとSiemensの電気工学およびオートメーション事業から生まれたVAIグループとも呼ばれるようになった。Siemens Group Industrial Solutions and Servicesには、Voest-Alpine Services and Technologies （VAST）も加わっていた。Siemensの両部門はピッツバーグ地区を拠点に活動した。VASTは11の拠点（メリーランド州ボルチモアおよびノースイースト、オハイオ州ニューロンドンおよびミラノ、ミシガン州ベントンハーバー、ペンシルバニア州ベセルパークおよびエリー、アーカンソー州ブライス、サウスカロライナ州チャールストン、アラバマ州ディケーター、カナダ オンタリオ州スーサンマリー）を持ち、鉄鋼およびアルミメーカーに工場メンテナンスサービスを提供していた。

#### プライメタルズ テクノロジーズ
2014年、三菱重工業株式会社がSiemens VAIの株式51％を取得し、プライメタルズ テクノロジーズの創設を発表した。プライメタルズ テクノロジーズは2015年1月に事業を開始。2019年、プライメタルズ テクノロジーズは三菱重工業株式会社と共同でABP Induction Systemsを買収した。
2019年9月30日、三菱重工業株式会社とSiemens AGは、三菱重工業株式会社がSiemens AGの保有するプライメタルズ テクノロジーズの株式49％を取得することで合意し、2020年1月末に取引が完了した。
2021年春、国際的なプライベートエクイティ投資家であるMutaresが、プライメタルズテクノロジーズ リミテッドからプライメタルズ テクノロジーズ フランスを買収し、社名をClecim Franceに変更した。
2021年秋、プライメタルズ テクノロジーズ リミテッドは、プライメタルズ テクノロジーズ イタリアを、ドイツ、ミュンヘンの金融投資会社に売却した。